# Festival de la Cançó Mediterrània 1960
El Festival de la Cançó Mediterrània 1960 va ser la segona edició del Festival de la Cançó Mediterrània que se celebrava a Barcelona. La gala fou presentada per Federico Gallo, Isabel Bauzá i Ana María Solsona. La gala es va retrasmetre en directe per TVE i RNE i se celebrà al Palau Nacional del Montjuïc. L'organització va rebre més de 400 cançóns i es seleccionaren 26 per al festival. Catorze espanyoles, sis italianes, quatre franceses i dues gregues. El sistema de votació va ser el mateix de l'edició passada: el públic va fer de jurat i en cada papereta posava dues cançóns que dipositava a l'urna.
El guanyador va ser Grècia, amb Nana Mouskouri i el seu èxit Xipna, agapi mou.

## No finalistes>
- Dúo Dinámico: Tú, tú, tú.
- Alfonso de la Morena

## Final
| País    | Intèrpret(s)                      | Cançó                     | Posició | Punts |
| ------- | --------------------------------- | ------------------------- | ------- | ----- |
| Grècia  | Nana Mouskouri                    | Xipna, agapi mou          | 1       | 1.584 |
| Grècia  | Aleko Pandas                      | Ta klepso dio triantafila | 2       | 1.454 |
| Itàlia  | Jimmy Fontana i Claudio Villa     | Mi pequeña                | 3       | 1.367 |
| Itàlia  | Jimmy Fontana i Ginno Latilla     | Diavolo                   | 4       | 991   |
| Itàlia  | Torrebruno i Paula                | Ciao, ciao, mio amor      | 5       | 828   |
| Espanya | Imperio de Triana i Ramon Calduch | Viento del Sur            | 6       | 751   |
| Espanya | Elder Barber i Torrebruno         | SOS, amor                 | 7       | 672   |
| Espanya | Josep Guardiola i María Elena     | Caminito del alma         | 8       | 528   |
| Itàlia  | Lucia Altieri i Pitu              | Tu di chi sei             | 9       | 359   |
| Espanya | Víctor Balaguer i los Iruña'ko    | El gorrión                | 10      | 262   |